# Vigia do Facho
A Vigia do Facho é uma atalaia construída no séc. 18 localizada fronteira à Boca do Inferno, na freguesia de Cascais e Estoril, município de Cascais, distrito de Lisboa, em Portugal.
Encontra-se classificada como Imóvel de Interesse Público através do Decreto nº 129/77 de 29 de Setembro de 1977.
Simples torre de vigia, em alvenaria de pedra, encontra-se atualmente abandonada e em ruínas.